# أندرو جوستين
أندرو جوستين (بالإنجليزية: Andrew Heath) هو كاهن أمريكي، ولد في 20 فبراير 1832 في مقاطعة هينديرسون في الولايات المتحدة، وتوفي في 19 فبراير 1887 في لويفيل في الولايات المتحدة.